# علل القراءات
علل القراءات: علم يبحث عن القراءات من جوانبها الصوتية والصرفية والنحوية والبلاغية والدلالية، ويعتني بوجوه القراءات من منظور المفسرين، مع بيان المختار من هذه الجوانب والوجوه، ومن أسمائه: توجيه القراءات، حجج القراءات، فقه القراءات.
ومن أنواع علل القراءات: تحقيق الهمز وتخفيفه بالنقل والإبدال والتسهيل ونحوه، والإدغام والإظهار والحذف، والإمالة والفتح، ولغات في كلمات القرآن بين التحريك بأنواع الحركات الثلاث والإسكان، والمد والقصر وخلاف القراء فيه.

## مفهومه
علم يبحث عن القراءات من جوانبها الصوتية والصرفية والنحوية والبلاغية والدلالية، ويعتني بوجوه القراءات من منظور المفسرين، مع بيان المختار من هذه الجوانب والوجوه.
له عدة أسماء: منها توجيه القراءات، حجج القراءات أو حجة القراءات، الاحتجاج للقراءات، علم القراءات دراية، فقه القراءات.

## أهميته
أن علم علل القراءات من أهم العلوم لتعلقه بكتاب الله، وكذلك يجمع هذا العلم بين علم القراءات والتفسير وعلم اللغة، فكل عالم بعلل القراءات متخصص في القراءات، وله باع في التفسير واللغة.

## أنواعه
العلل اللغوية الصوتية الخاصة، ومنها:
1. تحقيق الهمز وتخفيفه بالنقل والإبدال والتسهيل ونحوه.
2. الإدغام والإظهار والحذف.
3. الإمالة والفتح.
4. لغات في كلمات القرآن بين التحريك والإسكان، (بين الفتح والضم، أو الفتح والكسر، أو الضم والكسر، أو الفتح والإسكان، أو الكسر والإسكان، أو الضم والإسكان).
5. المد والقصر وخلاف القراء فيه.
6. الإبدال بوضع حرف مكان حرف، كالتبادل بين السين والصاد (الصراط).
7. الوصل والوقف وعلاقتها بياء المتكلم من حيث الفتح والإسكان أو الحذف والإثبات، وياء المنقوص من حيث الحذف والإثبات، والألف من حيث الحذف والإثبات في نحو (أنا) و (لكنا) وهاء السكت من حيث الحذف والإثبات.
8. هاء الضمير: من حيث الإٍسكان والتحريك بدون صلة والصلة.
9. حروف بين التشديد والتخفيف مثل { وَاللَّذَانِ } [4]
10. حروف بين الإثبات والحذف مثل { وَإِنْ تَلْوُوا } [5]
11. الأسماء الأعجمية، كالقراءة في كلمة {إِبْرَاهِيمَ} بالياء والألف.
12. تعليل الإعراب في القراءات.
13. تعليل التصريف في القراءات.
14. تعليل الأداء في القراءات.
15. تعليل اختلاف معاني الألفاظ.[6][7]

## فوائد علم علل القراءات
إبراز معان قرآنية قد لا تظهر في كتب التفسير واللغة، وهذا باعتبار اتجاه عناية علماء العلل إلى توجيه القراءات، ولذلك يقول طاهر الجزائري: (واعلم أن المشتغلين بفن القراءات وتوجيهها يلوح لهم من خصائص اللغة العربية ودلائل إعجاز الكتاب العزيز ما لا يلوح لغيرهم، ويحصل لهم من البهجة ما يعجز اللسان عن بيانه).

## علاقته بعلم التفسير
علم التوجيه متعلق بالقرآن، وكذلك علم التفسير، غير أن بينهما علاقة من وجه واحد فقط، إذ يهتم علم التفسير بتوجيه ما يتعلق بالمعنى، فإذا اختلف المعنى بسبب القراءة فإنه من علم التفسير، أما إذا لم يكن الاختلاف متعلقا بالمعنى، فإنه يكون خارجا عن علم التفسير.

## أبرز كتب علل القراءات
1. الحجة للقراء السبعة لأبي علي الفارسي.
2. إعراب القراءات السبع وعللها، والحجة في القراءات السبع، الحسين بن أحمد بن خالويه.
3. المحتسب في تبيين وجوه شواذ القراءات والإيضاح عنها، عثمان بن جني.
4. حجة القراءات، أبو زرعة عبد الرحمن.
5. الكشف عن علل القراءات السبع، مكي بن أبي طالب.
6. الموضح في وجوه القراءات السبع وعللها، نصر بن أبي مريم.[11]